# Prieuré d'Haspres
Le prieuré d'Haspres ou Hasprensis Prœposituria était un prieuré de moines bénédictins fondé au VIIe siècle par Pépin, maire du palais d'Austrasie après la victoire qu'il remporta contre Thierry, roi de Francs.

## Historique
- Le 24 mai 841, le monastère carolingien devenu Abbaye de Jumièges en Normandie est incendié par les Vikings une première fois, puis ils viennent à nouveau pour piller. Devant la menace scandinave, les moines s'exilent, emportant les reliques et les manuscrits les plus précieux au son de « A furore Normannorum libera nos Domine »[3]! et abandonnent l'abbaye 50 ans au moins jusqu'au début du Xe siècle. La plupart se réfugient au prieuré d'Haspres, près de Cambrai.
- en 1024 Gérard, évêque de Cambrai, fit un échange : l'Abbaye Saint-Vaast céda à Jumiéges le prieuré d'Aglicourt et Jumiéges abandonna Haspres à l'Abbaye Saint-Vaast.